# Metropolia irkucka
Metropolia irkucka – jedna z metropolii Rosyjskiego Kościoła Prawosławnego. W jej skład wchodzą trzy eparchie: eparchia irkucka, eparchia bracka oraz eparchia sajańska.
Erygowana przez Święty Synod Rosyjskiego Kościoła Prawosławnego w październiku 2011. Jej pierwszym ordynariuszem został metropolita irkucki i angarski Wadim (Łaziebny). Obecnym (od 26 grudnia 2019 r.) zwierzchnikiem administratury jest biskup (od 2020 r. metropolita) Maksymilian (Klujew).
Terytorialnie metropolia obejmuje obszar obwodu irkuckiego.